# American Dreamz
American Dreamz (bra: Tudo pela Fama; prt: American Dreamz) é um filme de comédia de 2006 sobre os políticos e a cultura popular estadunidense.

## Enredo
Na manhã seguinte à sua reeleição, o presidente dos EUA, Joseph Staton (Dennis Quaid), decide ler o jornal pela primeira vez em quatro anos. Isso o leva a descer uma ladeira escorregadia. Ele começa a ler obsessivamente, reexaminando sua visão "preto e branco" do mundo de uma maneira mais "madura" e se escondendo em seu quarto de pijama. Assustado com o aparente colapso nervoso do presidente, seu chefe de gabinete (Willem Dafoe) o empurra de volta para os holofotes, reservando-o como juiz convidado no sucesso da televisão e o favorito pessoal da esposa do presidente (Marcia Gay Harden), o talent show American Dreamz. Os Estados Unidos parecem não se cansam do American Dreamz, apresentado por Martin Tweed (Hugh Grant), que se auto engrandece e se odeia, sempre à procura da próxima celebridade instantânea. Sua última safra de esperançosos inclui Sally Kendoo (Mandy Moore), uma magnólia de aço conivente com um devotado e veterano namorado William Williams (Chris Klein) e Omer Obeidi (Sam Golzari).
Como a mãe de Omer morreu no Oriente Médio em um ataque americano, ele se juntou a um grupo de jihadistas. Ele era ator em um filme de instrução para terroristas, mas era muito desajeitado e seu interesse pelas músicas dos programas era desaprovado. Portanto, ele foi enviado aos EUA para aguardar mais instruções, mas os líderes esperavam que não pudessem usá-lo. Ele se mudou para o sul da Califórnia para morar com sua família extensa lá, incluindo seu primo efeminado Iqbal (Tony Yalda) e Shazzy (Noureen DeWulf). Iqbal esperava ser selecionado para participar do American Dreamz, mas em um mal-entendido, Omer foi selecionado. Iqbal fica irritado com isso no começo, mas depois concorda em ajudar Omer a vencer e se torna seu gerente.
A organização terrorista de Omer agora vê uma oportunidade: Omer é instruído a chegar ao final e matar o presidente em um ataque suicida. Ele consegue chegar a final. A segurança é contornada através da montagem da bomba após a verificação de segurança, no banheiro, de pequenas peças contrabandeadas (os pedaços menores de explosivo são disfarçados de chiclete). Omer concorda, mas muda de ideia e joga a bomba na lata de lixo.
Sally é a outra finalista. No começo do filme, ela largou William porque acreditava que sua vida não teria ido a lugar nenhum se ela ainda o tivesse como namorado e que ele só a arrastaria para baixo. Isso levou William a se juntar ao exército dos Estados Unidos, apenas para ser ferido no Iraque e enviado de volta aos EUA. Para os propósitos do show e por insistência de seu agente, Chet Krogl (Seth Meyers), Sally precisa fingir que ainda ama William . Na véspera da final do American Dreamz, William propõe casamento a Sally, que ela rejeita até Chet decidir aumentar a popularidade e as chances de ganhar o programa, pedindo a William que faça a proposta no ar. No entanto, William testemunha Sally fazendo sexo com Martin, e fica furioso. Quando ele joga fora o anel de noivado, ele encontra a bomba que Omer jogou na lata de lixo. Ele então aparece no palco e ameaça detoná-lo. Enquanto as outras pessoas evacuam, William começa a cantar e Martin, que se recusa a soltar a câmera, filma. Quando William chega ao final da música, ele detona a bomba entrando na câmera, matando ele e Martin. O filme então corta para fotos de pessoas discando seus telefones celulares para votar no vencedor. Eventualmente, é revelado que Williams foi eleito o vencedor surpresa do American Dreamz.
O epílogo revela o que cada um dos personagens fez após o final da temporada passada. Omer tornou-se uma estrela de sucesso da Broadway, onde é mostrado realizando uma cena do musical Grease. O presidente faz de sua esposa seu novo chefe de gabinete. E Sally Kendoo se torna a nova apresentadora do American Dreamz.

## Elenco
- Hugh Grant como Martin "Tweedy" Tweed
- Dennis Quaid como Presidente dos Estados Unidos Joseph Staton
- Marcia Gay Harden como Primeira-dama dos Estados Unidos
- Willem Dafoe como Chefe de Gabinete da Casa Branca
- Mandy Moore como Sally Kendoo
- Chris Klein como William Williams
- Jennifer Coolidge como Martha Kendoo
- Sam Golzari como Omer Obeidi
- Seth Meyers como Chet Krogl
- Judy Greer como Deborah Accordo
- John Cho como Frank Ittles
- Tony Yalda como Iqbal Riza
- Noureen DeWulf como Shabnam "Shazzy" Riza
- Shohreh Aghdashloo como Nazneen Riza
- Adam Busch como Sholem Glickstein
- Jeff Ross  como locutor de pré-show da final do American Dreamz (sem créditos)

## Produção

### Escrita
Embora o concurso de canto descrito no filme tenha sido interpretado como uma sátira direta do American Idol, Paul Weitz disse em uma entrevista que as semelhanças são quase acidentais e que o showrunner não é baseado em Simon Cowell, mas no próprio Hugh Grant: "um cara depressivo, mórbido, mas muito engraçado, cínico ... egoísta demais para ter outros juízes, então é só ele meio que projetado na tela julgando os competidores". Weitz passou a chamar o filme de sátira cultural ao invés de política.[carece de fontes?]

## Bilheteria
American Dreamz estreou em 21 de abril de 2006 e faturou US$3,7 milhões em seu primeiro final de semana, ficando em nono. O filme teve um total doméstico bruto de US$7,2 milhões e um internacional internacional de US$9,2 milhões, totalizando um total de US$16,4 milhões. Ele teve seu lançamento mais amplo em seu fim de semana de estreia, em 1,500 cinemas nos EUA, e encerrou seu lançamento nacional após apenas quatro semanas em 28 de maio de 2006.
Na Holanda, o filme estreou em # 7, caindo para #10 em sua segunda semana. Em 14 de junho de 2006, o filme arrecadou um total de €92,432 na Holanda.
Na Espanha, o filme estreou em 11º lugar, ganhando US$109,681 em 50 salas. Na semana seguinte, caiu para o 15º lugar, arrecadando 58,467 dólares.[carece de fontes?]

## Recepção
Em junho de 2020, o filme possui 38% de aprovação no site de crítica Rotten Tomatoes, com base em 183 críticas com uma classificação média de 5,29/10. O consenso dos críticos do site diz: "Uma sátira alegre e tola com uma infeliz falta de foco, American Dreamz mira em vários alvos, mas não é apontada o suficiente para comentários sociais relevantes". Dando ao filme um C+ em sua crítica, Rebecca Murray escreve que Weiz tentou fazer demais: "Simplificando, American Dreamz sofre com uma superabundância de subtramas e personagens. Há tanta coisa acontecendo, a comédia não pode sobreviver à abordagem dispersa do filme". Leonard Maltin em seu livro 151 Best Movies You've Never Seen diz que o diretor "Weitz é um espelho da sociedade americana e usa o humor para nos ajudar a ver a nós mesmos da melhor maneira e na pior das hipóteses".

## Trilha sonora
A trilha sonora do filme foi lançada em 18 de abril de 2006 pela Lakeshore Records.
1. "Stars and Stripes Forever"
2. "One" — Sam Golzari (de A Chorus Line)
3. "Luck Be a Lady" — Sam Golzari (de Guys and Dolls)
4. "Impossible Dream" — Sam Golzari (de Man of La Mancha)
5. "My Way" — Sam Golzari
6. "Greased Lightnin'" — Sam Golzari (de Grease)
7. "Super Freak" — Rick James
8. "That's Entertainment" — The Jam
9. "Nights in White Satin" — The Moody Blues
10. "Mommy Don't Drink Me to Bed Tonight" — Mandy Moore
11. "(Girl) Let's Not Be Friends" — Joshua Wade
12. "Rockin' Man" — Trey Parker
13. "Never Felt This Way Before" — Niki J. Crawford
14. "Lez Git Raunchy" — Adam Busch
15. "Dreams with a Z" — Mandy Moore
16. "Tea Time" — Joe Lervold
17. "Trail of Love" — The Razen Shadows feat. Teresa James
18. "Riza" — Pedro Eustache, Paul Livingstone, Faisal Zedan, Wael Kakish, e Donavon Lerman

## DVD
American Dreamz foi lançado em DVD no Reino Unido em 2 de julho de 2006 e foi lançado nos Estados Unidos em 17 de outubro de 2006. Foi lançado na Austrália no final daquele ano.[carece de fontes?]